# Lucha Underground
Lucha Underground fue un programa de televisión estadounidense basado en la lucha libre profesional, que se emitió semanalmente en El Rey Network, canal orientado principalmente a la audiencia latinoamericana. En el programa tomaban parte luchadores de la promoción mexicana Asistencia Asesoría y Administración (AAA) así como competidores del circuito independiente estadounidense. La serie estrenó su primera temporada el 29 de octubre de 2014. La cuarta temporada, que fue la última, se emitió del 13 de junio al 7 de noviembre de 2018.

## Historia
El 12 de enero de 2014 se confirmó que, con el apoyo de Mark Burnett, AAA comenzaría a emitir un programa en El Rey Network en la segunda mitad del año. El programa semanal de una hora de duración estaría acompañado de especiales mensuales y trimestrales, así como eventos de pago por visión emitidos en directo. Poco después de comenzar la producción, se estableció el Campeonato de Lucha Underground, siendo Prince Puma coronado como el primer campeón en las grabaciones del 5 de octubre.

## Episodios
| Temporada | Temporada | Episodios | Estados Unidos          | Estados Unidos        | Latinoamérica           | Latinoamérica          |
| Temporada | Temporada | Episodios | Inicio                  | Final                 | Inicio                  | Final                  |
| --------- | --------- | --------- | ----------------------- | --------------------- | ----------------------- | ---------------------- |
|           | 1         | 39        | 29 de octubre de 2014   | 14 de agosto de 2015  | 29 de octubre de 2014   | 14 de agosto de 2015   |
|           | 2         | 26        | 27 de enero de 2016     | 20 de julio de 2016   | 27 de enero de 2016     | 20 de julio de 2016    |
|           | 3         | 40        | 7 de septiembre de 2016 | 18 de octubre de 2017 | 7 de septiembre de 2016 | 18 de octubre de 2017  |
|           | 4         | 22        | 13 de junio de 2018     | 31 de octubre de 2018 | 13 de junio de 2018     | 7 de noviembre de 2018 |

## Personal de Lucha Underground

### Luchadores
| Nombre real              | Nombre                                              | Temporadas | Notas  |
| ------------------------ | --------------------------------------------------- | ---------- | ------ |
| John Hennigan            | Johnny Mundo                                        | 1-4        |        |
| No revelado              | Aero Star                                           | 2-4        | [ 4 ]  |
| Desconocido              | Argenis Barrio Negro                                | 1-4        |        |
| Desconocido              | Blue Demon Jr.                                      | 1          |        |
| Desconocido              | Dragón Azteca                                       | 1          |        |
| No revelado              | El Mariachi Loco El Siniestro de la Muerte Saltador | 1-4        |        |
| Desconocido              | Night Claw                                          | 2          |        |
| Desconocido              | XO Lishus                                           | 4          |        |
| Angela Fong              | Black Lotus                                         | 1-4        |        |
| John Steven              | Big Bad Steve Pindar                                | 2-4        |        |
| David Arnott             | Benjamin Cooke                                      | 3-4        |        |
| Carlos Santiago Espada   | Konnan                                              | 1          | [ 5 ]  |
| Adam Birch               | Joey Wrestling                                      | 4          |        |
| Adam Bridle              | Angélico                                            | 1-4        | [ 6 ]  |
| Alvin Burke Jr.          | MVP                                                 | 3          | [ 7 ]  |
| Jeff Cobb                | Jeff Cobb Matanza Cueto                             | 1-4        |        |
| Benito Cuntapay          | Bael                                                | 1          |        |
| Dara Daivari             | DelAvar Daivari                                     | 1          |        |
| No revelado              | El Dragon Azteca Jr.                                | 1-4        | [ 8 ]  |
| No revelado              | Fénix                                               | 1-4        | [ 9 ]  |
| No revelado              | Pentagón Dark Pentagón Jr.                          | 1-4        | [ 10 ] |
| Richard Diaz             | Cortez Castro Veneno                                | 1-4        |        |
| Dulce García Rivas       | Sexy Star                                           | 1-3        | [ 11 ] |
| Deveon Everhart          | Dezmond X                                           | 4          |        |
| Jessie Godderz           | Mr. Pec-Tacular                                     | 4          |        |
| Luis Fernandez-Gil       | Antonio Cueto/Dario Cueto                           | 1-4        | [ 12 ] |
| Salvador Guerrero IV     | Chavo Guerrero Jr.                                  | 1-4        |        |
| Holly Meowy              | The Beautiful Brenda                                | 2-4        |        |
| Martin Casaus            | Magnificent Marty                                   | 1-4        |        |
| Miguel Ángel Olivo       | Daga                                                | 3-4        |        |
| Brian Winbush            | Famous B                                            | 2-4        |        |
| Godfrey Danchimah Jr.    | FBI Agent Winter                                    | 1-4        |        |
| Óscar Gutiérrez          | Rey Mysterio Jr.                                    | 2-3        |        |
| Kaori Housako            | Doku                                                | 3          |        |
| Kira Renée Foster        | Taya                                                | 2-4        |        |
| Mayu Iwatani             | Yurei                                               | 3          |        |
| No revelado              | Mascarita Dorada El Bunny                           | 3-4        |        |
| Lorenzo Lamas            | Councilman Lawrence Delgado                         | 2-3        |        |
| Trevor Mann              | Prince Puma                                         | 1-3        | [ 13 ] |
| Kevin Martenson          | Son of Madness                                      | 3          |        |
| Jack Miller              | Jack Evans                                          | 1-4        | [ 14 ] |
| Juan González Barrón     | Dr. Wagner Jr.                                      | 3-4        |        |
| Erick Muñoz              | Super Fly                                           | 1          |        |
| Masami Odate             | Hitokiri                                            | 3          |        |
| Melissa Anderson         | Cheerleader Melissa Mariposa                        | 2-4        | [ 15 ] |
| Carmen Perez             | LAPD Captain Vasquez                                | 2-4        |        |
| Karlee Perez             | Catrina                                             | 1-4        | [ 16 ] |
| Melina Perez             | Melina                                              | 1          | [ 17 ] |
| José Rodriguez           | Alberto El Patrón                                   | 1          | [ 18 ] |
| Justin Borden            | Justin Borden                                       | 1-4        |        |
| Víctor Flores            | Drago                                               | 1-4        | [ 19 ] |
| Shaul Marie Guerrero     | Shaul Guerrero                                      | 4          |        |
| Shawn Hernandez          | Hernandez                                           | 2-4        |        |
| Hugo Savinovich          | Hugo Savinovich                                     | 1-4        |        |
| Matthew Kaye             | Matt Striker                                        | 1-4        | [ 20 ] |
| Ian Hodgkinson           | Vampiro                                             | 1-4        | [ 21 ] |
| Nadir Mohammedi          | Nadir Mohammedi                                     | 1-4        | [ 22 ] |
| Stéphane Thirioni        | Stéphane Thirioni                                   | 1-4        | [ 22 ] |
| Richard Mathey           | Ricky Mandel Ricky Mundo Trece                      | 2-4        |        |
| Ricardo Fuentes Romero   | Bengala                                             | 1-2        |        |
| Martin Rubalcaba         | Marty Elias                                         | 1-4        | [ 23 ] |
| Michael Schiavello       | Michael Schiavello                                  | 1          |        |
| Nicholas Lira            | Nick Lira                                           | 1-4        |        |
| Paul London              | Paul London                                         | 2-4        |        |
| Rycklon Stephens         | Big Ryck                                            | 1          | [ 24 ] |
| Stuart Alexander Bennett | The Lord                                            | 4          |        |
| Sam Johnston             | Jeremiah Snake Jeremiah Crane                       | 2-4        |        |
| Sammy Guevara            | Sammy Guevara                                       | 4          |        |
| Matthew Capiccioni       | Son of Havoc                                        | 1-4        | [ 25 ] |
| Willie McClinton Jr.     | The Mack                                            | 2-4        |        |
| Kevin Geist              | The White Rabbit                                    | 4          |        |
| Thomas Laughlin          | Tommy Dreamer                                       | 4          |        |